# 테쿰세
테쿰세(영어: Tecumseh, Tecumtha, Tekamthi, 1768년 3월 ~ 1813년 10월 5일)는 북아메리카의 토착민인 쇼니족의 지도자이다. 테쿰세 전쟁과 1812년 전쟁 기간 동안 광범위한 부족 연합을 이끌었다. 그는 미국 독립 전쟁과 북서 인디언 전쟁의 기간에 전장이었던 오하이오주에서 자라났다.
그는 1768년 3월 오하이오주 피쿠와에서 태어나 1813년 10월 5일 온타리오 테임즈 전투에서 45세로 전사했다. 그의 이름인 테쿰세(Tekoomsē)는 인디언 말로 유성, 혹은 하늘을 가르는 표범이라는 뜻이다.
테쿰세의 동생인 텐스콰타와(Tenskwatawa)는 고유의 삶의 방식으로 회귀를 주창했던 종교적 지도자였으며, 그의 가르침을 따른 많은 사람들이 모여들어 테쿰세의 연합은 성장하였다. 이들은 국경 지대의 정착자들과 투쟁하였으며 이로 인해 북서쪽으로 이동한 구성원들은 1808년 인디애나주의 프로펫스타운(Prophetstown)에 정착하였다.
그는 북아메리카 토착민에게 속한 땅을 어떤 소수 부족이 처분할 수 있다는 권리를 부정하였고, 미국과 각 부족들이 맺은 모든 협정을 무효화시켰다. 또한 백인의 침략을 막을 수 있는 것은 오직 모든 토착 종족들의 연맹뿐이라고 생각하고 부족 연합을 성사, 이들의 지도자가 되었다. 테쿰세는 주지사였던 윌리엄 헨리 해리슨(William Henry Harrison)을 상대로 영토 양도조약을 폐지하도록 종용했으며 동시에 미국 남부지역까지 연합의 확장을 시도했다. 하지만 그가 남부로 떠난 사이에 1811년 텐스콰타와가 ‘티피카누 전투’에서 패하였고, 테쿰세는 돌아와서 미국에 대항하기 위해 1812년, 캐나다에 있던 영국군과 동맹하였다. 미영 전쟁에서 테쿰세는 디트로이트 요새의 포위에 참여하여 요새의 함락에 기여했다. 미국인들은 헨리 해리슨 주지사의 지휘하에서 캐나다 테임즈를 침공하였으며, 테임즈(Thames)에서 벌어진 전투에서 테쿰세는 전사하였다.

## 테쿰세의 연설
1810년 8월 12일 빈센느에서 테쿰세가 미국 정부가 사기로 그들의 사냥터를 빼앗은 것을 비난하며 주지사 해리슨에게 한 연설문이다.
“나는 쇼니족이다. 나의 선조들은 용맹스런 전사들이었다. 그들의 자손들 역시 용맹스런 전사들이다. 그들로부터 나는 내 존재를 받았을 뿐, 나는 내 종족에게서 어떤 것도 취하지 않는다. 나는 내 스스로의 운명을 개척한 사람이다. 우주를 다스리는 영을 생각할 때, 오! 내 종족과 내 조국의 운명을 마음속의 생각만큼 위대하게 할 수 있으면 얼마나 좋을까? 그러면 내가 해리슨 주지사에게 가서 그 약정서를 찢어 버리고 땅의 경계를 지워 버리라는 말 대신에 '선생님, 당신은 당신 나라로 되돌아갈 자유가 있습니다.'라고 말할 수 있을텐데. 지난 모든 세대와 교통하는 내 마음속의 존재가 내게 말한다. 옛날에 그리고 최근까지도 이 대륙에 백인은 없었다. 그리고 이 땅은 같은 부모의 자손이며 그들을 만든 위대한 영이 이 땅을 지키고 뛰어다니며 이 땅에서 나는 것을 먹고 마시고 온 땅을 같은 종족으로 채우라고 여기에 데려다 놓은 인디언들에게 속한 땅이다. 우리는 행복한 종족이었다. 그러나 결코 만족할 줄 모르고 계속 우리 땅을 잠식해 오는 백인들에 의해 불행해지고 말았다. 이런 악한 일을 저지해 중단시키는 방법, 그 유일한 방법은 모든 인디언이 일치 단결하여 이 땅에 대한 동등한 권리를 주장하는 것이다. 이 땅은 처음부터 그러했고 지금도 결코 나뉜 적이 없었다. 각 부족이 사용하도록 모두에게 속한 것이기 때문이다. 어느 쪽도 땅을 팔 권리가 없다. 심지어는 서로에게도 팔 권리가 없다. 하물며 이 땅 전부를 원할 뿐만 아니라 적은 부분으로는 만족할 줄 모르는 이방인에게 팔 수는 없다. 인디언들이 처음 이 땅을 소유했고 이 땅이 우리 것이기 때문에 백인들은 인디언에게서 이 땅을 뺏을 아무런 권리도 없다. 인디언들이 그 땅을 판다 하더라도 그것은 모두가 승인한 것이어야 한다. 모두가 다 동의한 것이 아닌 어떤 거래도 유효하지 않다.
근래의 거래는 옳지 않다. 그것은 한쪽에 유리한 일방적인 것이다. 그들은 어떻게 팔아야 하는지를 모른다. 모든 사람을 위한 거래는 모든 사람이 관여해야 한다. 모든 인디언은 점유되지 않은 땅에 대해 동등한 권리가 있다. 점유권은 한 지역뿐만 아니라 다른 지역에서도 마찬가지로 유효하다. 똑같은 땅을 두 사람이 점유할 수는 없다. 처음 점유자가 다른 모든 사람을 배제한다. 사냥터나 여행지는 같은 장소를 여러 사람이 쓸 수 있고 하루종일 서로 다른 사람들이 함께 이동할 수 있기 때문에 그렇지 않다. 그러나 캠프는 고정된 것이기에 점유권을 가진다. 그것은 땅에 깐 담요나 가죽 위에 먼저 앉은 사람에게 속하기 때문에 다른 어떤 사람도 권리를 주장할 수 없다.”

## 테쿰세의 저주
테쿰세가 온타리오 테임즈 전투에서 45세를 일기로 전사했을 때, "10의 자리가 짝수이고 1의 자리가 0인 해에 대통령이 되는 사람은 임기 중 죽을 것이다."라고 저주를 내렸는데, 실제 그의 말대로 7명의 대통령이 죽었다.

## 같이 보기
- 테쿰세의 저주